# Cissus fuliginea
Cissus fuliginea là một loài thực vật hai lá mầm trong họ Nho. Loài này được Kunth miêu tả khoa học đầu tiên năm 1822.